# Юбилейный парк (Кременчуг)
Юбиле́йный парк (укр. «Ювілейний парк») — парк, расположенный в городе Кременчуг (Полтавская область, Украина).

## Описание
Парк площадью 18 гектар расположен на левом берегу Днепра. На западе граничит с Приднепровским парком. К парку прилегает Центральный городской пляж, отделенный от него дамбой с набережной.

## История
На месте современного парка до Второй мировой войны располагалась Кременчугская суконная фабрика, а также жилые дома. Во время войны город был уничтожен на 97 процентов, фабрика и практически все постройки были разрушены.

### Парк в советский период
Парк был разбит в 1967 году, в честь 50-летия советской власти. Подобные парки были разбиты во многих городах СССР. Изначально задумывался как вторая очередь заложенного в 1959 году Приднепровского парка, однако в итоге получил собственное имя, «Юбилейный». Особый вклад в создание парка внёс Епишов Георгий Яковлевич, уроженец Воронежской области, почётный гражданин Кременчуга. В период работы Епишова город получил неофициальное название «зелёной столицы Украины».
В парке было высажено около 16 тысяч деревьев и кустов. В течение 1959—1975 годов была реконструирована дамба вдоль Днепра. В парке был установлен памятный камень, посвященный закладке парка, а также камень с надписью на украинском языке: «В день открытия Юбилейного парка 3 ноября 1967 года, тут замурована капсула с завещанием потомкам 2017 года».
В 1971 году к 400-летию города в парке было высажено 400 каштанов. В 1972 году в завершилось начатое в 1966 году строительство Городского дворца культуры — самого большого дворца культуры города. Перед зданием был открыт фонтан (см. Фонтаны Кременчуга).
В конце 1980-х годов в парке установили самолет, в котором планировалось организовать детский кинотеатр и кафе. С Полтавского аэродрома был привезён грузовой самолёт Ан-12А СССР-11385 (2401004) из Ростова-на-Дону, списанный в 1977 году. После установки в парке пожарные службы запретили его эксплуатацию в качестве кинотеатра, самолёт пришёл в запустение и со временем был демонтирован.
В 1989 году на территории был открыт бассейн «Нептун», принадлежавший Кременчугскому университету.

### Парк в независимой Украине

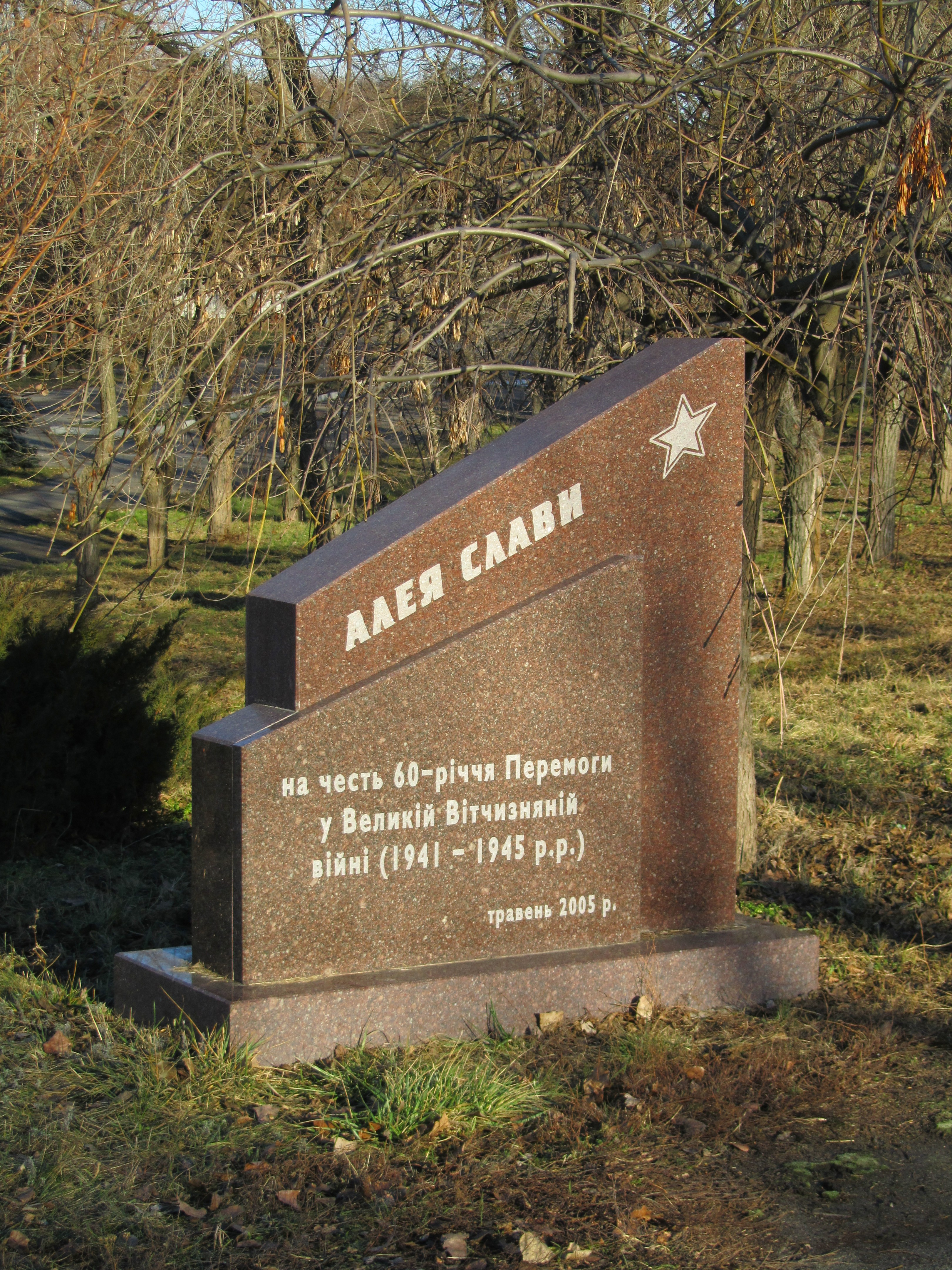
Памятный камень, посвящённый 60-летию Победы

В 1994 году был остановлен фонтан у Городского дворца культуры.
19 апреля 2004 года в парке на берегу Днепра был установлен памятник Тарасу Григорьевичу Шевченко, через 24 года после первого принятия решения о его установке. Торжественное открытие состоялось 22 мая.
В 2005 году в парке была заложена Аллея Славы в честь 60-летия победы во Второй мировой войне, была установлена памятная плита. В 2008 году в рамках проекта Hyundai в Кременчуге и других городах Украины были высажены зелёные насаждения, на аллее Юбилейного парка был установлен посвящённый этому памятный камень.
В 2009 году в бывшей зелёной зоне парка, где в советское время стоял самолёт, был построен супермаркет, несмотря на протесты горожан. В 2010 году была проведена реконструкция парка.
В 2016 году было принято решение о демонтаже плиты, посвящённой 60-летию победы, в рамках декоммунизации. Поднимался вопрос о переименовании парка в парк «Славы». В 2017 году была заложена Аллея Памяти военным погибшим в конфликте на востоке Украины, был установлен памятный знак.
В 2016 году поднимался вопрос о реконструкции дамбы вдоль Днепра, находящейся в неудовлетворительном состоянии. При проведении коммунальных работ был обнаружен подвал дореволюционного здания, вероятно, разрушенного в годы Второй мировой войны.